# 62-я стрелковая дивизия (1-го формирования)
62-я Туркестанская стрелковая ордена Трудового Красного Знамени дивизия (62-я Тсд) — воинское соединение в РККА Вооружённых Сил Союза Советских Социалистических Республик.

## История
В июле 1936 года 2-я Туркестанская стрелковая дивизия
 Киевского военного округа (далее КВО) переименована в 62-ю Туркестанскую стрелковую дивизию Управление дивизии находилось в г. Белая Церковь.
26 июля 1938 года Главный Военный совет Красной Армии Киевский военный округ преобразовал в Киевский Особый военный округ (далее КОВО) и создал в округе армейские группы. 62-я сд вошла в состав Житомирской армейской группы.
В начале 1940 года в составе 13-й армии принимала участие в Советско-финской войне.
В июне — июле 1940 года дивизия принимала участие в присоединении Бессарабии и Северной Буковины к СССР. Дивизия была в составе 13-го стрелкового корпуса 12-й армии Южного фронта.
С 22 июня 1941 года дивизия приняла участие в Великой Отечественной войне в составе 15-го стрелкового корпуса 5-й армии Юго-Западного фронта Советских Вооружённых Сил.
До 25 июня 1941 года дивизия удерживала позиции у государственной границы СССР по реке Западный Буг, а затем отходила на восток.
К 30 июня 1941 года дивизия отошла за реку Стоход, которая находится между м. Ковелем и м. Маневичами.
С боями дивизия отходила к Киеву. В сентябре 1941 года немногочисленные части и подразделения дивизии были уничтожены противником в окружении в районе Киева.
19 сентября 1941 года дивизия расформирована.

## Полное название
62-я Туркестанская стрелковая ордена Трудового Красного Знамени дивизия
В последующем Приказом НКО СССР № 050 от 13 марта 1944 года сохранившийся принадлежавший 62-й стрелковой Туркестанской дивизии (I ф) орден Трудового Красного Знамени был передан 62-й сд (III ф)
...

## Подчинение
- Киевский военный округ (июль 1936 — 26.07.1938).
- Житомирская армейская группа Киевского Особого военного округа (26.07.1938 — октябрь 1939).[3]
- 49-й стрелковый корпус 12-й армии Украинского фронта (16.09 — 10.1939).[4]

## Командование
Командиры дивизии:
- Венцов-Кранц, Семён Иванович (00.11.1936 — 11.06.1937), комдив, арестован 11.06.1937[5]

…
- Кондрусев, Семён Михайлович (00.12.1939 — 00.06.1940), комбриг, комдив

…
- Тимошенко, Михаил Павлович (09.10.1940 — 19.09.1941), полковник[5]

## Состав
На 22.06.1941 г.:
- Управление дивизии
- 104-й стрелковый полк.
- 123-й стрелковый полк.
- 306-й Краснознамённый стрелковый полк.
- 89-й артиллерийский полк.
- 150-й гаубичный артиллерийский полк.
- 126-й отдельный истребительный противотанковый дивизион.
- 392-й отдельный зенитно артиллерийский дивизион.
- 95-й разведывательный батальон.
- 108-й сапёрный батальон.
- 93-й отдельный батальон связи.
- 33-й медицинский санитарный батальон.
- 113-я отдельная рота химической защиты.
- 56-й автомобильно-транспортный батальон.
- 72-й полевой автомобильный хлебзавод.
- 399-я полевая касса госбанка.

## Боевая деятельность
1936 год
В июле 2-я Туркестанская стрелковая дивизия дивизия переименована в 62-ю Туркестанскую сд. Управление дивизии находилось в г. Белая Церковь.
1937 год
1 января. Численность дивизии 1992 чел. КВО, г. Белая Церковь.
1938 год
1 января. Численность дивизии 6560 чел. КВО, г. Белая Церковь.
С 26 июля 62-я сд вошла в состав Житомирской армейской группы КОВО.
1939 год
15 мая. Численность дивизии 5220 чел. КОВО.
4 сентября. Численность дивизии 5850 чел. КОВО.
К началу октября Украинский фронт получил усиление войсками из внутренних округов. 2 октября 49-й ск (23-я и 62-я сд) входил в состав 12-й армии.
17 октября. Численность дивизии 14000 чел. Украинский фронт.
1941 год
С апреля дивизия содержалась по штатам № 04/100.
С 20 мая дивизия получила приписной личный состав 1900 чел.
16 июня дивизия в ночь вышла из летнего лагеря Киверцы и двумя ночными переходами сосредоточилась у советско-германской границы в районе Радехов, Мосур, Хоростков.
К 22 июня дивизия имела 10 000 чел.
22 июня
На рассвете 62-я германская пехотная дивизия 17-го германского армейского корпуса начала форсирование реки Западный Буг. В бой вступили пограничники 98-го пограничного отряда НКВД.
В первой половине дня командиры и красноармейцы дивизии штыковым ударом отбросили германцев за реку Западный Буг.
Днём противник снова форсировал реку и вёл наступление. 62-ю дивизию огнём орудий бронепоездов поддерживал 1-й отдельный Краснознамённый дивизион бронепоездов.
К исходу дня захватил небольшой плацдарм на стыке 45-й сд и 62-й сд. Полки дивизии закреплялись на границе.
23 июня
Противник снова перешёл в наступление. Командиры и красноармейцы 62-й сд в упорной борьбе сбросили противника в реку и закрепились на берегу реки. Стрелковый батальон под командованием старшего лейтенанта Л. С. Котенко из 306-го стрелкового полка, поддерживаемый огнём батарей 150-го гаубичного артиллерийского полка уничтожил до 400 германских офицеров и солдат.
24 июня
В ночь с 23 на 24 июня противник обошёл с флангов стрелковый батальон старшего лейтенанта Л. С. Котенко. Весь день личный состав батальона дрался в окружении.
В полосе обороны соседа слева 87-й сд 27-го ск противник захватил г. Владимир-Волынский и окружил основные силы дивизии юго-восточнее города.
25 июня
Совместно с подошедшими на помощь подразделениями 306-го сп стрелковый батальон старшего лейтенанта Л. С. Котенко перешёл в атаку и советские воины заставили противника снова уйти за реку.
В полосе обороны соседа справа 45-й сд к исходу 25 июня противник углубился на советскую территорию на 15 км и подошёл к г. Любомлю.
До 25 июня дивизия оставила позиции на государственной границе по реке Зап. Буг и начала отход на восток.
1-19 сентября погиб военный комиссар 108 отдельного инженерно-сапёрного батальона Григорий Яковлевич Капустин (1902-1941), до войны работавший завсектором пропаганды Волынского областного комитета КПУ.
19 сентября дивизия расформирована.
В действующей армии дивизия была 22.06 — 19.09.1941 г.

## Отличившиеся воины
Звания Героя Советского Союза присвоены Указом Президиума Верховного Совета СССР от 7 апреля 1940 года за образцовое выполнение боевых заданий командования на фронте борьбы с финской белогвардейщиной и проявленные при этом доблесть и мужество.
- Кузнецов, Борис Львович, младший командир, старшина роты 93 отдельного сапёрного батальона.
- Федорчук, Павел Степанович, старшина, старшина роты 93 отдельного сапёрного батальона.

## Известные люди, связанные с дивизией
1. Супрунов, Митрофан Фёдорович — В 1936—1938 гг.  служил командиром  батареи 4-го Туркестанского стрелкового полка, затем командиром отдельного противотанкового дивизиона дивизии. Впоследствии, советский военачальник, генерал-майор.
2. Верёвкин, Фёдор Андреевич  —  В 1940 году  командовал 195-м отдельным разведывательным батальоном. Впоследствии, советский военачальник, генерал-майор